# Вахта
Вахта, или вахтена служба (от на нидерландски: wachte или на немски: Wächter: вахтьор, страж) е морски термин, многозначно понятие, което може да обозначава:
1. Особен вид денонощно дежурство на кораб или плавателен съд, изикващо непрекъсната бдителност и неотлъчно пребиваване на поста, осигуряващо управлението на кораба /съда и изпълнението на задачите според предназначението, за носенето на което на определените им постове за няколко часа от денонощието се отвежда част от личния състав (също – вахтена служба, съдова или корабна вахта).
2. Основна форма на изпълняване на служебните задължения на съдовете от гражданския флот.
3.Част от екипажа на кораба/съда (като правило, половината или една трета), представляваща специалното подразделение за носене на вахтената служба.
4. Промеждутък от време, в течение на което една вахтена смяна изпълнява своите задължения (носи вахтената служба).
Вахтата на кораба се дели на общекорабна и специална. Специалната вахта се носи на командните пунктове и бойните постове (в бойните части и служби), които осигуряват управлението на кораба, наблюдението и използването на оръжията.
Също терминът вахта може да се използва по отношение на дежурството на различни обекти, изискващо денонощно наблюдение или изпълнение на някакви работи. Например, терминът може да се употреби спрямо дежурството в котелното отделение на централното отопление.

## Възникване
До края на XVIII век денонощията на корабите са разделени на осемчасови смени. Смята се, че първи нарушава този ред Джеймс Кук, който разделя екипажа на своя кораб на две равни части и въвежда четиричасовите вахти. При необходимост да се изпълни някаква по-сложна маневра, свързана, например, със свалянето или поставянето на платната, на палубата се вика подвахтената (почиващата) смяна. В този случай първата вахта работи по десния борд на съда, а втората – на левия. Нощните вахти се наричат: „първа“ (от 20.00 до 24.00), „средна“ (от 00.00 до 04.00), „сутрешна“ (от 04.00 до 08.00). При това се получава, че една от смените през нощта работи на палубата осем часа, а втората – само четири, при това и деня след дежурството матросите от първата вахта работят до тъмнината с останалите. За това денонощието започва да се дели не на шест части, а на седем: вахтата от 16.00 до 20.00 е разделена на две двучасови полувахти, благодарение на което всяка нощ часовете на смените се преместват. Британците наричат двучасовите полувахти „вахтата на кучето с рязана опашка“. С времето в другите страни започват да въвеждат същия ред, обаче системата с полувахтите не навлиза навсякъде.

## Вахтата в Руския императорски флот
За носене на вахта офицерите се вписват в график за 3 и не повече от 5 вахти, а екипажа на 4 отделения. Обикновеното разпределение на вахтата за денонощието е: от 24:00 до 4:00, от 4:00 до 8:00, от 8:00 до пладне, от пладне до 18:00 и от 18:00 до полунощ; часовете на смените са направени така, че да са най-удобни за живота на екипажа, и тъй като вахта носят посменно 4 отделения, то всяко денонощие за едни и същи хора часовете на вахта се сменят. При 5 офицера промеждутъка от време от пладне до полунощ се разбива на 3 вахти, затова и ежедневно офицера стои на вахта в различни часове. Стоящия на вахта (вахтения) офицер се нарича вахтен началник, той отговаря за реда и безопасността на кораба и няма право да напуска горната палуба, а по време на движение на кораба – мостика. Вахтеният началник е длъжен да изпраща по задачи долу (в подпалубните помещения) подчинен вахтен офицер или началника на вахтеното отделение. На кораб нищо важно не може да става без разрешението или знанието на вахтения началник, който е подчинен само на командира и старшия офицер. Командвайки лично, той докладва за случващото се на кораба и извън него на своите началници. В руския флот като вахтени началници са назначавани лейтенантите, а вахтени офицери обикновено са били мичманите. Отстраняването от вахта е тежко наказание за офицер.
Вахтеното отделение на екипажа се разпределя за носене на службата по целия кораб и се намира в подчинение на офицерите, стоящи на вахта. Отделението на екипажа, отстъпило от предишната вахта, се нарича „подвахтенно“ и в случай на необходимост оказва помощ на вахтеното. Машинната команда носи вахта отделно от строевия екипаж: машинната вахта е подчинена на вахтения механик. Всички заповеди на вахтения началник се предават от вахтения подофицер, съпроводени с особено свиркане (със свирка), което показва, че заповедта идва от вахтата; на него е възложено и задължението да провери изпълнението на дадените нареждания.
В друг смисъл на думата вахта се означава в руския флот половината от екипажа, т.е. 1-ва вахта са 1-во и 3-то отделения, 2-ра вахта – съответно 2-ро и 4-то. Съответно на това разделение нечетните отделения се размещават на дясната страна на кораба, а четните на лявата; всички корабни графици на екипажа се съставят, спазвайки това деление. В крайни случаи, обусловени от работата или от опасност, вахтата се носи от екипажа повахтено, т.е. горе се намират половината началници. При аврални работи, когато се извиква горе целия екипаж, вахтения началник се сменя от старшия офицер. Терминът „бойна вахта“ се отнася за машинната команда, която е при машините и пещите по време на бой; тя се комплектува от най-добрите хора по съответната специалност; останалата част от машинната команда се разпределя съгласно бойното разписание за попълване на строевите долни чинове при оръдията, торпедните (минните) апарати и подаването на боеприпаси.

## Кучешка вахта
„Кучешка вахта“, или просто „куче “– вахта, продължаваща от 00:00 до 04:00. Обикновено се „стои“ от втория щурман. Счита се за най-тежка, поради това, че вахтеният трябва да се бори с желанието за сън, което е най-силно по това време на денонощието.
Не трябва да се бърка с термина от английски dog watch – вахтата от 16:00 до 20:00. В руския флот са приети традициите на холандското мореплаване, където „кучешка“ е именно първата вахта след полунощ. В английския флот „кучешка вахта“ се нарича полувахтата от 16 до 18 часа и от 18 до 20 (полувахтите са въведени, за да не се носи вахта от едно лице по едно и също време).
Разписанието на деня на корабите от времето на Петър I е следното: ставане в 6:00, от 12 до 13 – обяд и адмиралски час (времето, когато се раздава водката). Отбой в 23:00. Затова и за стоящите на „кучешка вахта“ е невъзможно да се наспят през деня, тъй като подвахтените не са освободени от изпълняване на корабната си работа и присъствие на молебните, т.е. от 6:00 до 23:00 има напрегната работа с час почивка. Борбата със съня е не само от 00:00 до 04:00, а в течение на целия ден преди и целия ден след, ако се е паднал ред да си „куче“ – да носиш „кучешката вахта“. Затова и вахтата се нарича „кучешка“. Но това е само при стоянка на кораба в пристанище. В морето разписанието на деня е малко по-различно и подвахтените все пак разполагат с част от деня за сън. Присътствието на молебните не се отменя.